# Paul Picot

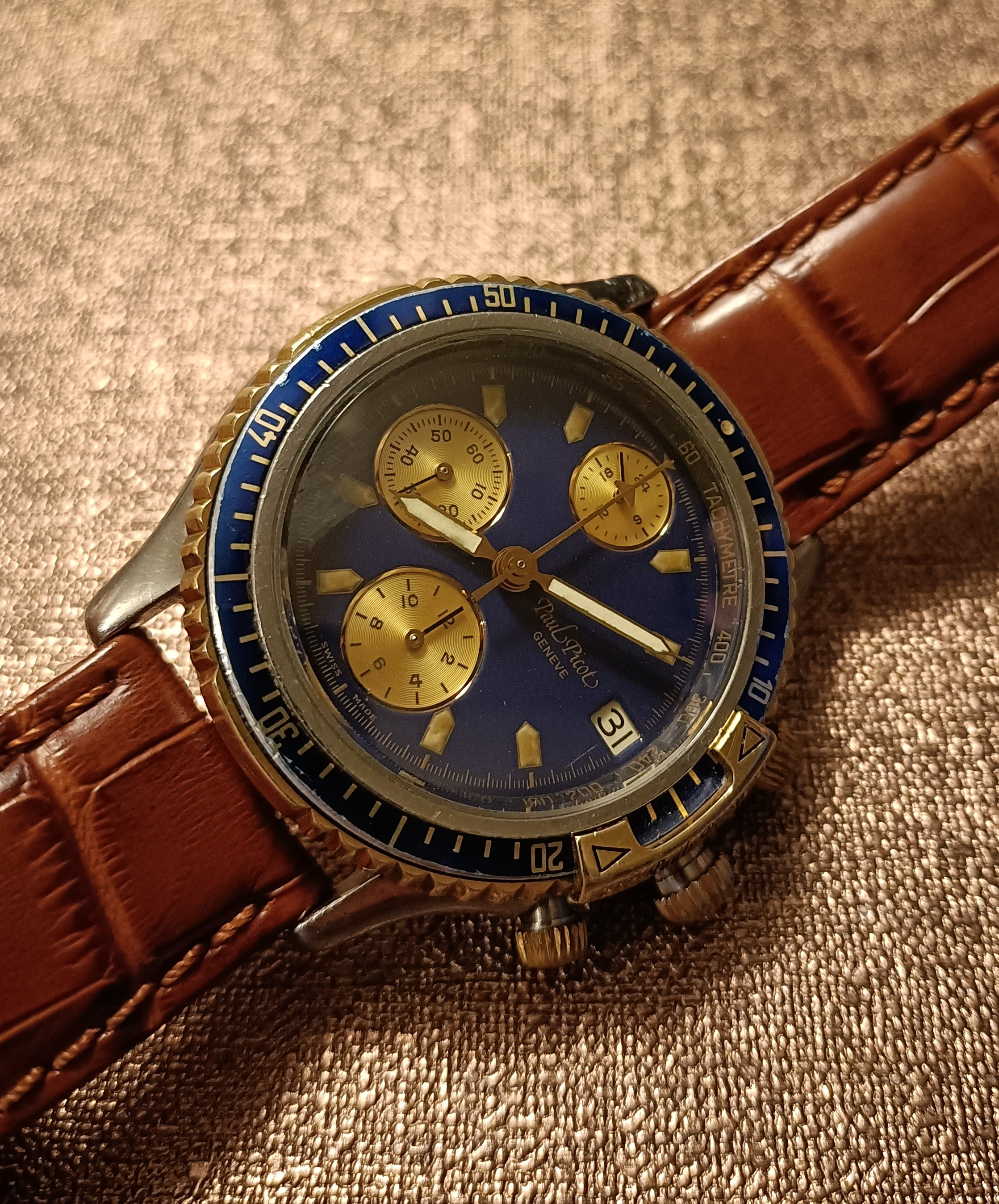
Paul Picot U-BOOT, anni Novanta circa, con movimento Lemania 5100.

Paul Picot è un'azienda orologiera svizzera, fondata nel 1976 a Le Noirmont.

## Storia

### Dalla nascita alla fine degli anni Ottanta
Già negli anni Cinquanta Mario Boiocchi si appassiona al mondo dell'orologeria lavorando come riparatore in un negozio dello zio, ma è solo nel 1976 la famiglia di Mario, decide di creare una realtà orologiera artigianale, con ispirazione ai canoni classici, in pieno contrasto con lo sviluppo dell'orologeria al quarzo a basso costo, soprattutto proveniente dal Giappone. Si decise di aggiungere il nome Paul al cognome svizzero-francese Picot: così nacque Paul Picot. In origine Paul Picot era solamente il nome di una collezione del marchio Levrette, del quale la famiglia Boiocchi era concessionaria: il successo riscontrato da questa collezione, meccanica, fa propendere per la nascita di un marchio a sé stante agli inizi degli anni Ottanta.
I fratelli Boiocchi, italiani, avevano la sede produttiva in Svizzera, mentre in Italia, a Valenza, si trovava la sede centrale della distribuzione degli orologi.
Nonostante la diffusione dell'orologeria al quarzo, che garantiva precisione, economicità dei movimenti (soprattutto col passare dei decenni) e costi di gestione decisamente contenuti, Mario e Roberto Boiocchi vollero proseguire la tradizione orologiera elvetica tradizionale, incassando nei suoi segnatempo movimenti meccanici (automatici o a carica manuale di varie case, da Venus a ETA) e, per molti di essi, utilizzare raffinate e pregiate tecniche per realizzarne i quadranti, come la pittura a smalto o il guillochage. Un altro criterio dell'azienda orologiera è quello di realizzare segnatempo proporzionati ed eleganti, come ad esempio traspare dal cronografo ref. 4888 (il cui modello crono base è alimentato da Lemania 1873), proposto anche con la complicazione del calendario e del lunario (movimento Lemania 1883), che presenta le anse fisse "a maniglione". Tra la fine degli anni Settanta e l'inizio degli Ottanta vennero lanciati i nuovi cronografi automatici U-BOOT, caratterizzato da un peculiare "cavaliere" utile a segnare con precisione il punto preciso sulla ghiera, impermeabile fino a 100 metri e mosso dal Lemania 5100. L'U-BOOT inoltre è stato anche scelto dall'esercito tedesco per equipaggiare alcune sue divisioni.

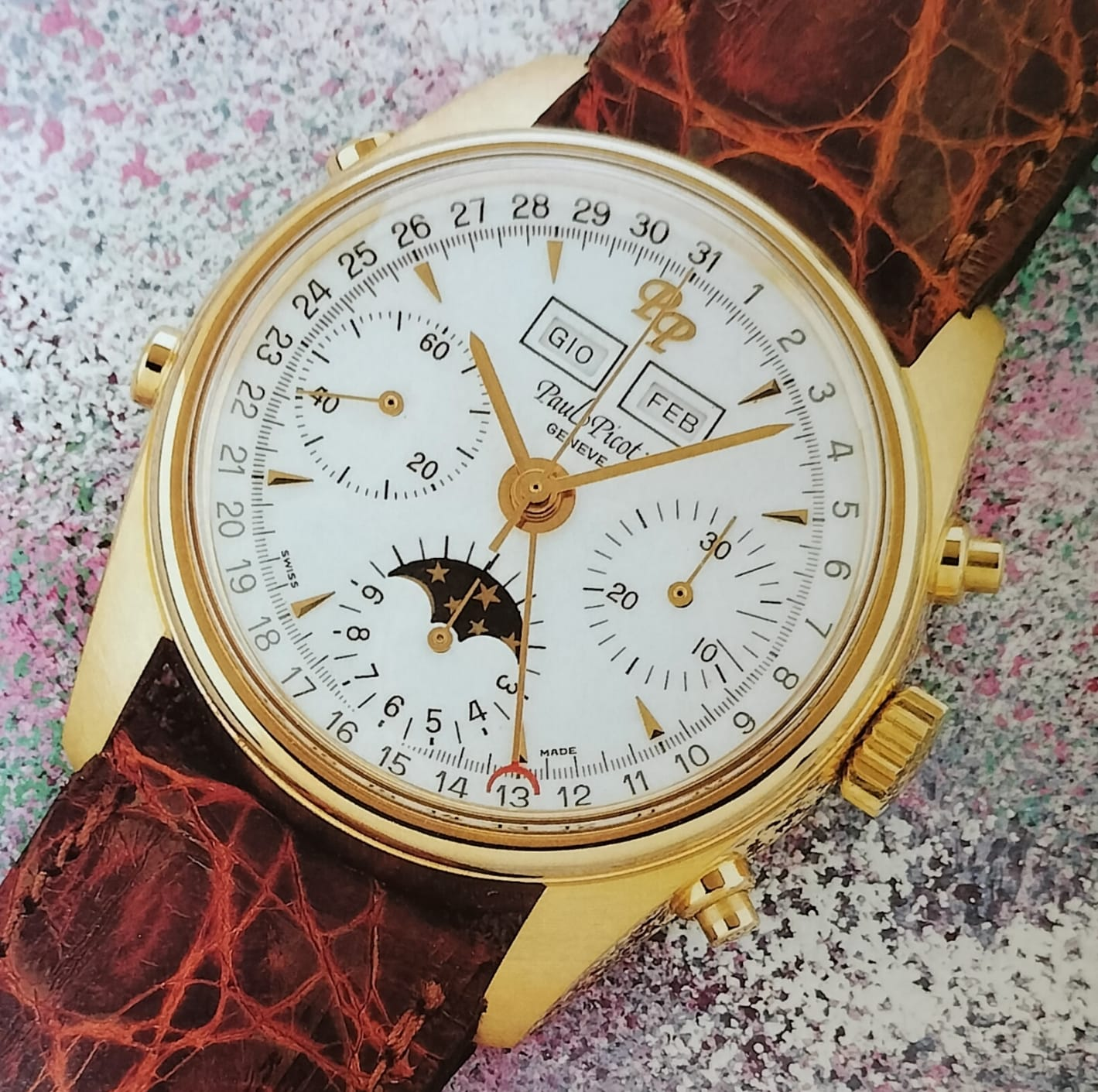
Paul Picot Grand Complication

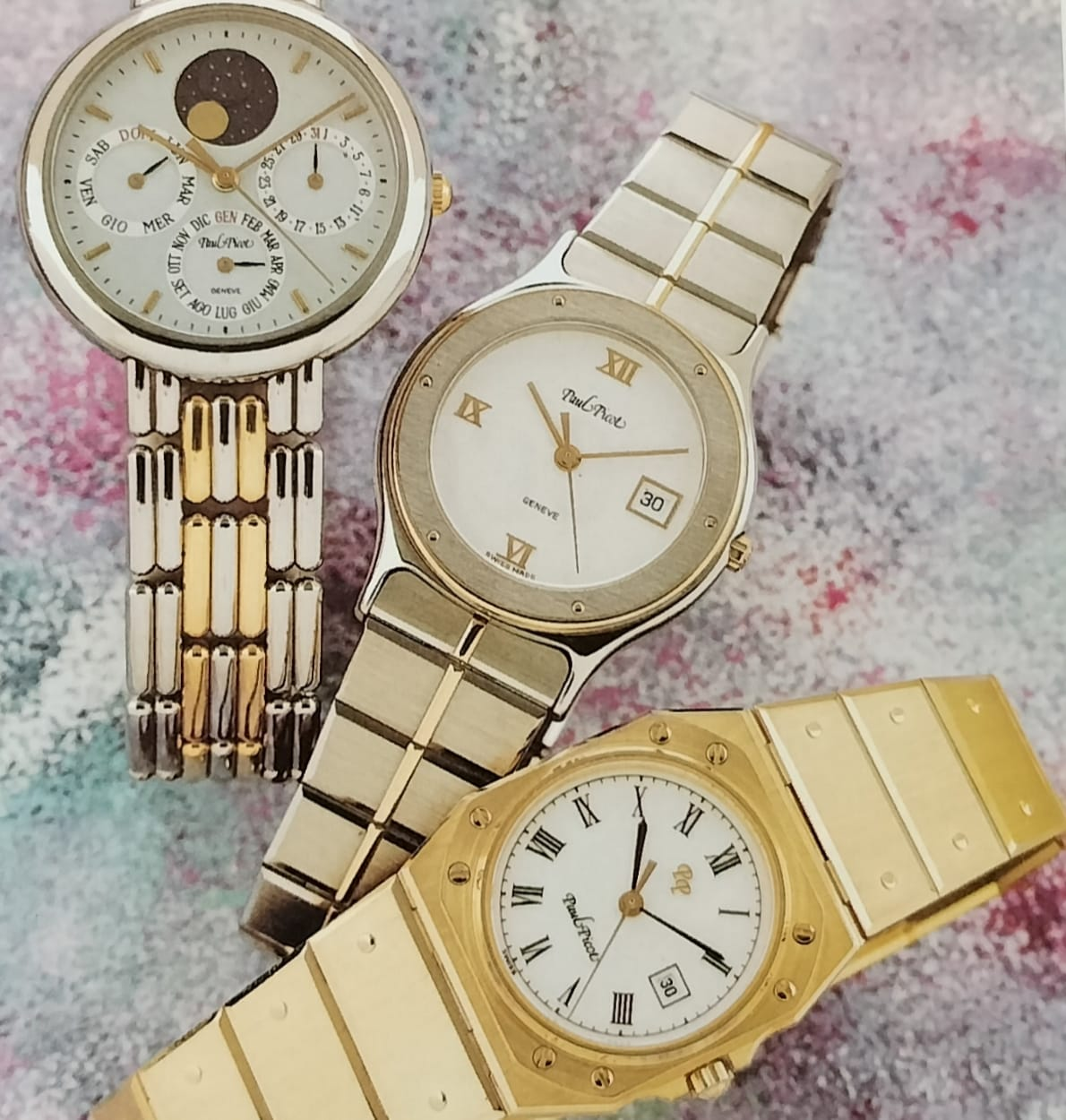
Tre modelli Paul Picot anni Ottanta. Da sinistra: l'Aristos, il Kudos e il Mediterranée, tutti con movimento al quarzo.

I primi anni '80 vedono la nascita del Grand Complication, un cronografo dotato di calendario e fasi lunari, mosso dallo storico movimento Valjoux 88. A fianco di questo orologio, si sono poi diffusi i segnatempo al quarzo, come il Kudos, e l'O Aristos (dal greco "il migliore") dotato di calendario completo. Cavalcando l'onda del successo degli orologi in acciaio con bracciale integrato come l'Audemars Piguet Royal Oak e il Patek Philippe Nautilus, Paul Picot realizza il Mediterraneé, con un design che richiama il Cartier Santos.
Sul finire degli anni Ottanta inoltre viene presentato il primo diver della casa, il Plongeur N. 1, poi realizzato in numerose varianti.
Nel decennio degli anni '80 la Maison è stata sponsor del campionato Offshore.

### Dagli anni Novanta ad oggi

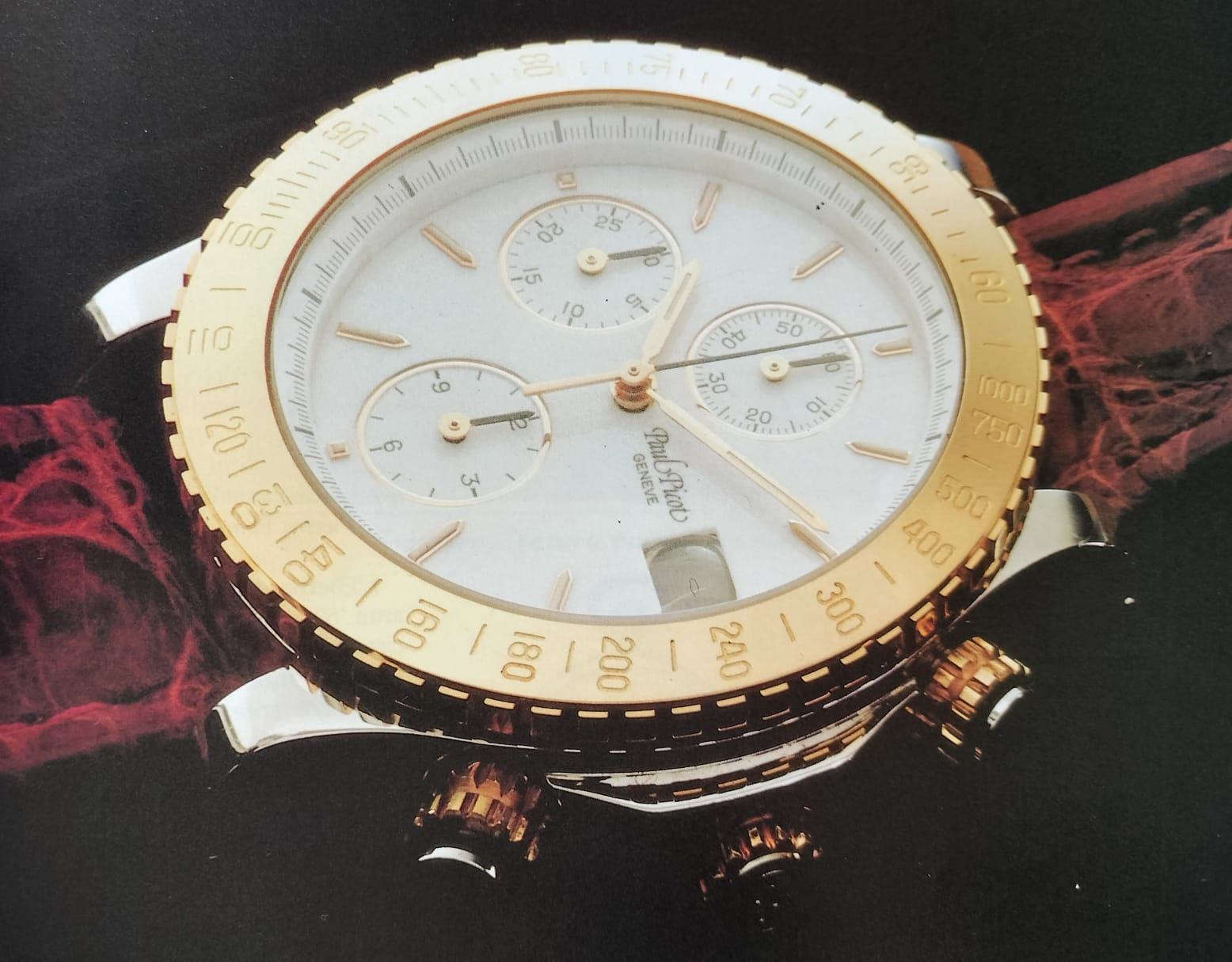
Paul Picot Le Cronographe

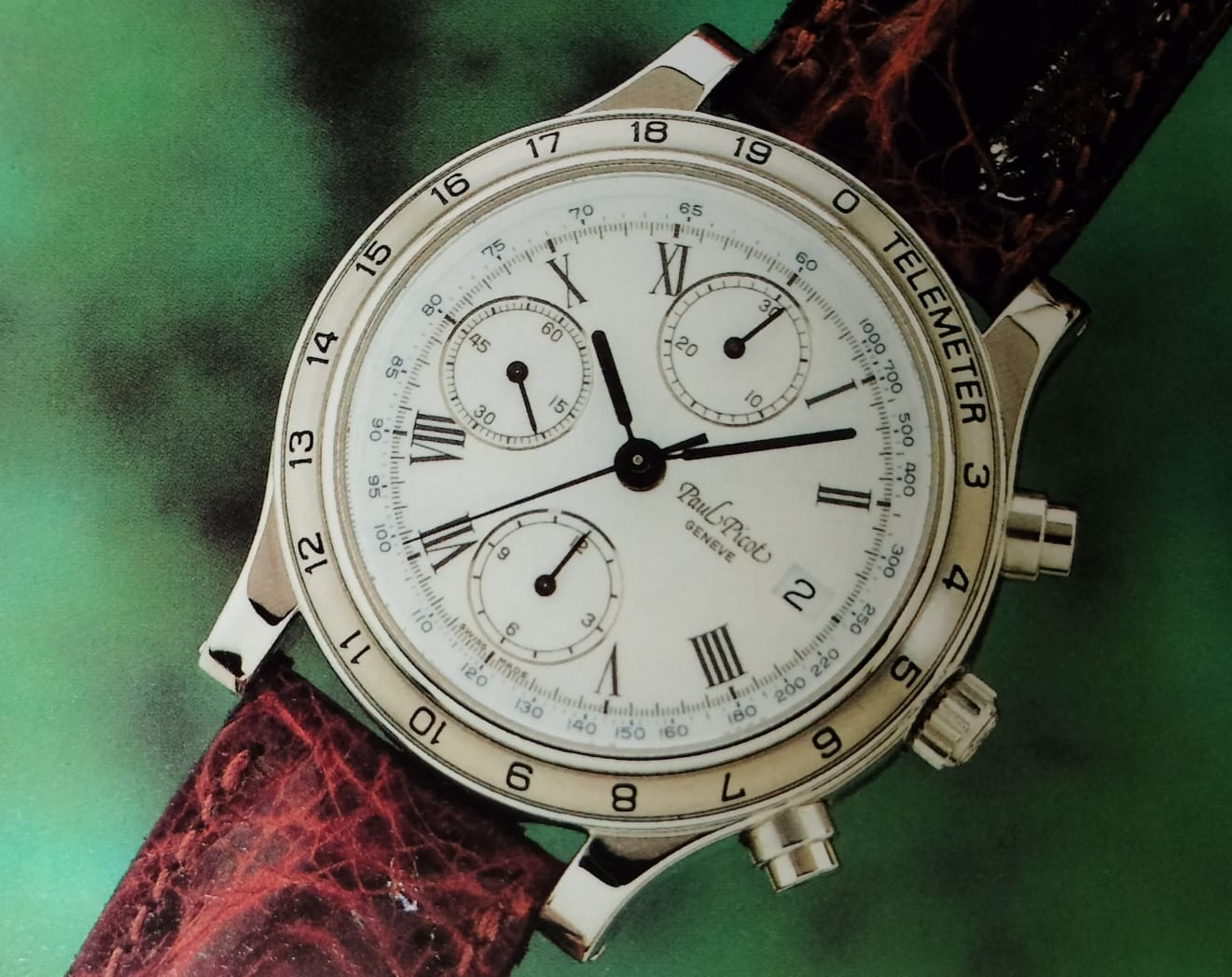
Paul Picot Telemeter in acciaio

Nel 1991 viene presentato il Le Chronographe, dotato di pulsanti cronografici a vite, ed il Telemeter, con scala telemetrica. In questo periodo si affermano i primi modelli della casa ad essere certificati Cronometro.
Negli anni Novanta Paul Picot acquisisce la storica casa orologiera Levrette, fondata nel 1832, in una situazione di crisi a seguito del successo dell'orologeria al quarzo. Neanche nella collezione Maxi Sport Paul Picot perde il suo classico aplomb di eleganza e stile: l'orologio, impermeabile fino a 100 metri e dotato di cassa da 40mm serrata al fondello con nove viti, mantiene i canoni estetici del marchio come il quadrante bianco e molto pulito e i numeri romani.
Nei primi anni del decennio viene presentato sul mercato anche un solotempo extrapiatto, presentato in versione manuale (movimento Lemania 1200 derivato da Lassale) o automatica. In questi anni viene proposto anche il modello Carré Galbé con cassa rettnagolare e il prestigioso Rattrapante, creato sulla base di una partita di movimenti Venus 179 risalenti agli inizi degli anni Quaranta e mai utilizzati.
In questo decennio alcuni orologi Paul Picot ottengono la certificazione Cronometro dal COSC in virtù della loro precisione e affidabilità. Nel frattempo vengono realizzate diverse complicazioni, come i secondi continui retrogradi, i cronografi con funzione rattrapante, gli orologi regolatori e altre. In questo periodo tuttavia non vengono proposti soltanto orologi complicati, ma anche segnatempo dall'estetica minimale: è il caso, ad esempio, degli extrapiatti realizzati con movimento ETA ultrasottile spesso meno di 1 millimetro, che consente ai segnatempo di fermarsi ai 3 millimetri di spessore.
L'azienda si lega al mondo delle corse: a fine anni Novanta ha premiato chi ha realizzato la pole position sul circuito di Monza nel Gran Premio omonimo di F1, e nel 2013 realizza un cronografo dedicato appositamente a Ferdinando Minoia e Giuseppe Morandi, coppia di driver che vinsero nel 1927 la prima edizione della Mille Miglia al volante di una OM 665 "Superba".
Nel 2005 nasce il Technograph, un cronografo dal design iconico, realizzato e personalizzato anche in una versione celebrativa del centenario della fondazione dell'Inter.
Nel 2014 Paul Picot ha legato il suo nome anche al mondo dell'aviazione presentando il Savoia Marchetti S.55, un cronografo automatico dedicato all'idrovolante omonimo.
L'azienda non rinuncia, tutt'oggi, a realizzare quadranti raffinati con materiali pregiati, come l'occhio di tigre, smalti vari, eccetera.
Nel 2018 viene presentato lo Yachtman Club, un modello sportivo e impermeabile all'acqua, proposto in varie versioni e colorazioni. Il marchio, dopo lungo tempo, è tornato a sponsorizzare competizioni sportive, legandosi al mondo velico.